# Castello di sabbia (film)
Castello di sabbia (Sand Castle) è un film del 2017 diretto da Fernando Coimbra.

## Trama
Iraq, 2003. Il mitragliere Matt Ocre fa parte di un plotone, guidato dal capitano Syverson, che ha il compito di salvare e riparare il sistema idrico danneggiato dai bombardamenti nei pericolosi sobborghi della città di Ba'quba, dove vengono visti con risentimento dagli abitanti.

## Produzione
Ispirato ad eventi realmente accaduti e alle esperienze dello sceneggiatore Chris Roessner, il film è interpretato da Nicholas Hoult, Henry Cavill, Glen Powell, Logan Marshall-Green, Tommy Flanagan e Beau Knapp.

## Distribuzione
Il film è stato distribuito sulla piattaforma di video on demand Netflix il 21 aprile 2017, in tutti i paesi in cui il servizio è disponibile.